# Allan Taylor
Allan 'Spud' Taylor, né à Brighton en 1945 est un auteur et interprète britannique.

## Biographie
Électricien dans des hippodromes à Brighton et ailleurs, il commence à jouer en tant qu'amateur dans des pubs et folk clubs de la ville, où il rencontre Miles Wootton. Ils forment un  duo très apprécié ; Miles compose les paroles de plusieurs morceaux enregistrés par, entre autres, Françoise Hardy (Sometimes) et Mary Travers (The Scarlet and the Grey) - des titres souvent attribués à tort à Allan 'Spud' Taylor seulement.

## Discographie
- 1971 : Sometimes
- 1971 : All Good Clean Fun
- 1971 : The Lady
- 1973 : The American Album
- 1976 : Cajun Moon
- 1978 : The Traveller
- 1980 : Roll On the Day
- 1983 : Circle Round Again
- 1984 : Win or Lose
- 1986 : Where Would You Rather Be
- 1988 : Lines
- 1989 : Aly Bain and Friends
- 1991 : Out of Time
- 1993 : So Long
- 1995 : Faded Light
- 1996 : Libertas Ragusa (Mini Disc)
- 1996 : Looking for You
- 1997 : The Alex Campbell Tribute Concert
- 2000 : Colour to the Moon
- 2000 : Colour to the Moon (2 CD Box Set)
- 2002 : Banjoman BG-1420
- 2002 : Out of Time
- 2003 : Hotels & Dreamers
- 2006 : Behind the Mix
- 2007 : Old Friends--New Roads
- 2009 : Leaving at Dawn (SACD) Stockfisch Records SFR 357.4057.2
- 2010 : Songs for the Road (Maxi-SACD) SFR 357.9010.2
- 2010 : In the Groove (LP) Stockfisch Records SFR 357.8007.1
- 2012 : Down the Years I Travelled (Doppel-CD) (Chansons re-masterisées + 1 Bonus) Stockfisch Records SFR 357.9013.2
- 2013 : All is One
- 2016 : There Was A Time
- 2017 : Behind The Mix  (réédition)

## DVDs
- 2009: Live in Belgium (DVD/Blu-ray) SFR 357.7062.2
- 2009: The Endless Highway (DVD/Blu-ray) SFR 357.7063.2

## Publicité
- Allan Taylor, We must journey on: Songs of Allan Taylor, vol. 1, 2006
- Allan Taylor, We must journey on: Songs of Allan Taylor, vol. 2, 2009

## Hommages
- Allan Taylor, We must journey on: Songs of Allan Taylor, vol. 1, 2006
- Allan Taylor, We must journey on: Songs of Allan Taylor, vol. 2, 2009